# Nellie v.d. Heuvel uit de 4e klas
Nellie v.d. Heuvel uit de 4e klas is een lied opgenomen door Rijk de Gooyer.
Het nummer is een cover van Tie a yellow ribbon round the ole old oak tree geschreven door Irwin Levine, Lawrence Russell Brown. Herman Pieter de Boer en Rijk de Gooyer zelf schreven er een Nederlandse tekst bij; ruim drie minuten handelend over een jeugdliefde van de middelbare school; haar vader zag er niets in. Hij lichtte dit in 1985 toe in het programma Klasgenoten, gepresenteerd door Koos Postema. Rinus van Galen arrangeerde het voor een opname en leidde tevens het orkestje.
De B-kant werd gevuld met Slow motion, een nummer van Ruud Bos (muziek) en opnieuw Herman Pieter de Boer (tekst).
Het plaatje verscheen op CBS Nederland (catalogusnummer 1556) . Lion J. Swaab, vaste muziekproducent bij CBS; produceerde het. Rijk de Gooyer bracht destijds alleen singles uit, dus het nummer komt niet voor op een elpee van hem, wel op verzamelalbums.
Daar waar de originele artiesten Tony Orlando & Dawn in diverse landen de eerste plaats in de singlelijsten haalde (ook in Nederland), kwam Nellie niet verder dan vier weken tipparade van de Nederlandse Top 40.